# Hotel Atlantic
Hotel Atlantic – budynek zlokalizowany w Hamburgu, który otwarty został w 1909 roku jako Grand Hotel dla pasażerów luksusowych transatlantyków. Wielokrotnie wybierany był najlepszym hotelem w Niemczech. Hotel Atlantic ma 252 pokoi. W 1957 roku został kupiony przez sieć hotelarską Kempinski.
Hotel Atlantic leży nad jeziorem Außenalster.
Kilka sekwencji filmu Jutro nie umiera nigdy z 1997 roku kręcone było w Hotelu Atlantic.

## Galeria

Hotel Atlantic w Hamburgu - napis przy głównym wejściu do pięciogwiazdkowego hotelu o podwyższonym standardzie - a także kilkudziesięcioletnia rezydencja Udo Lindenberga
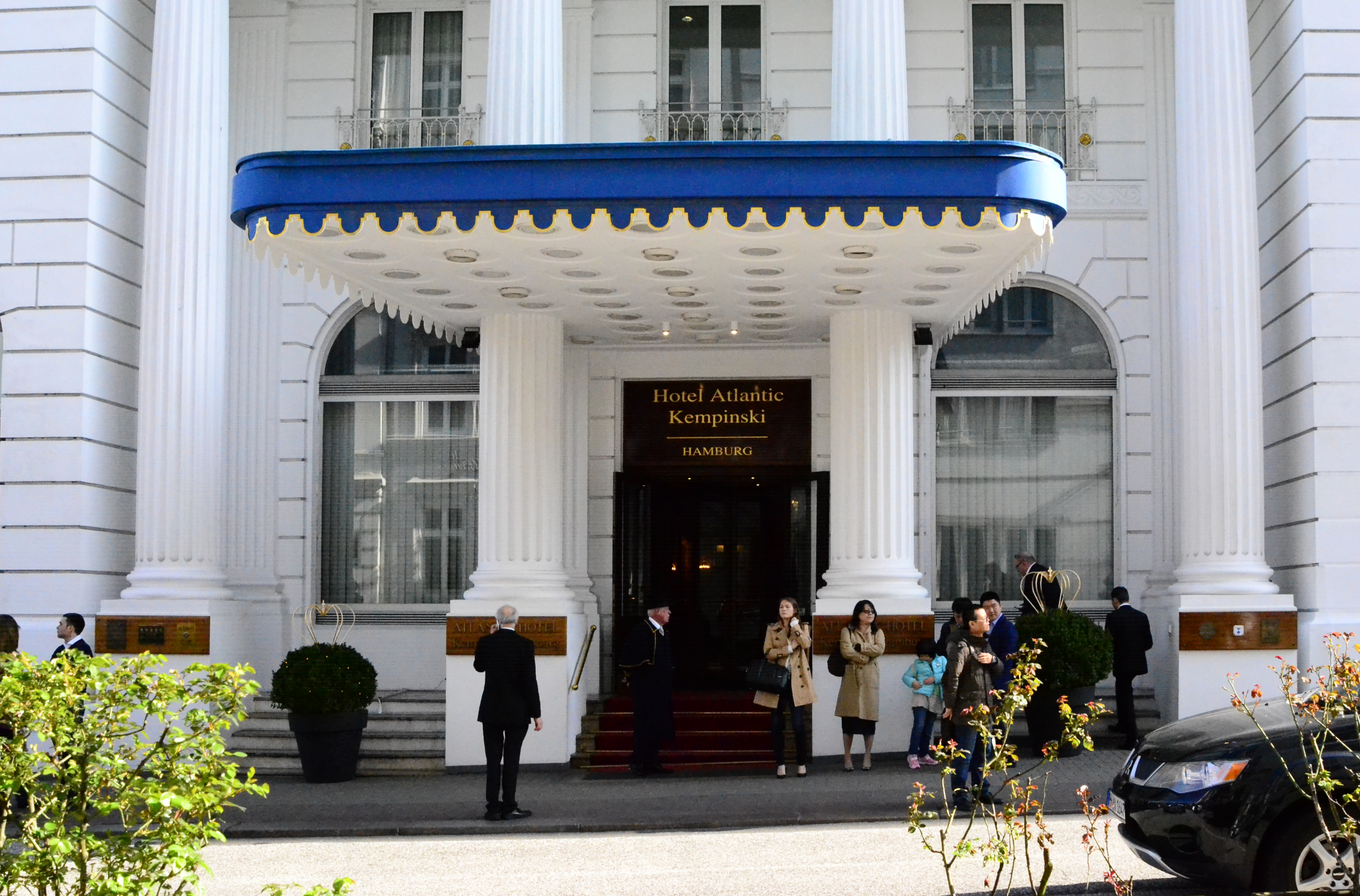
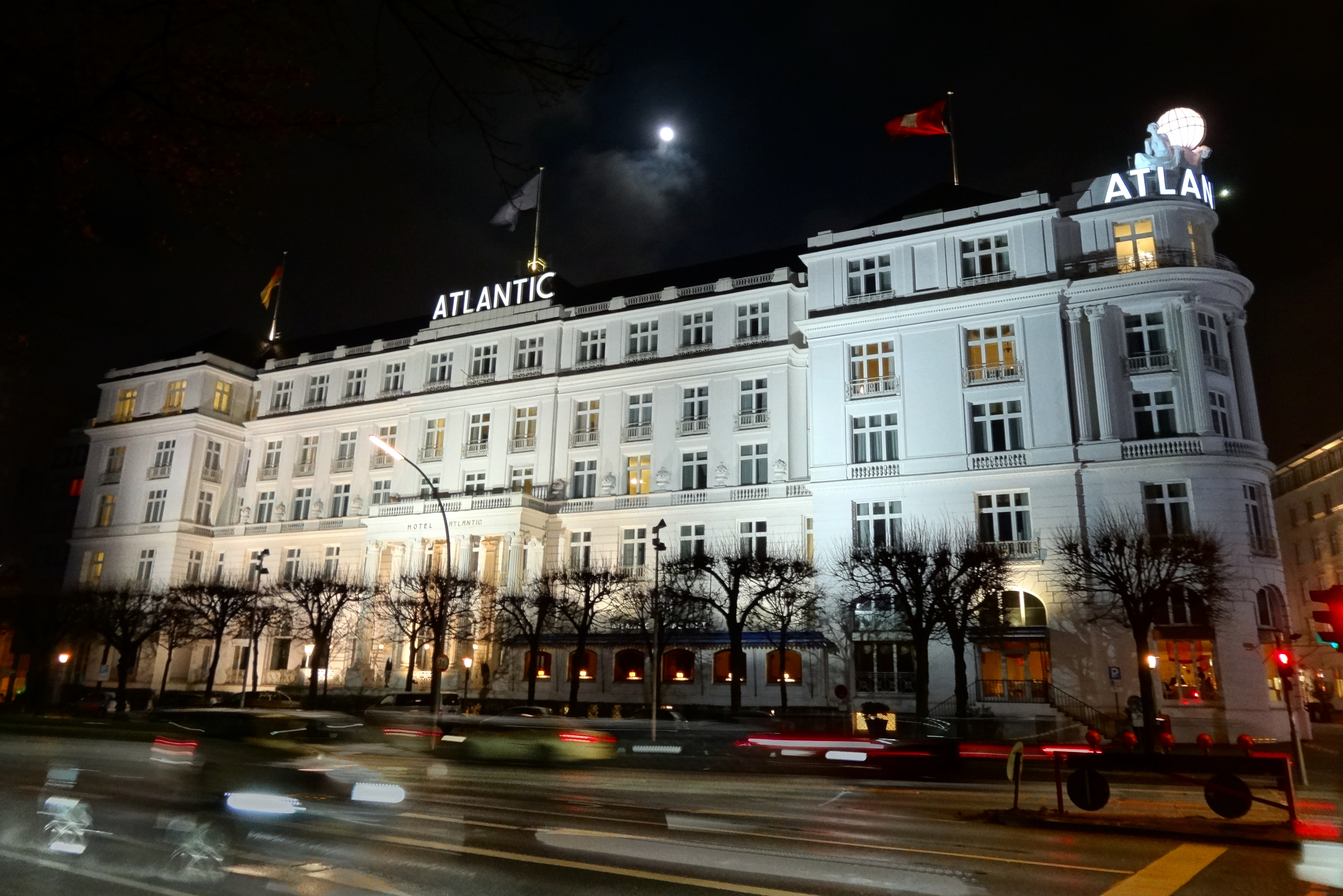
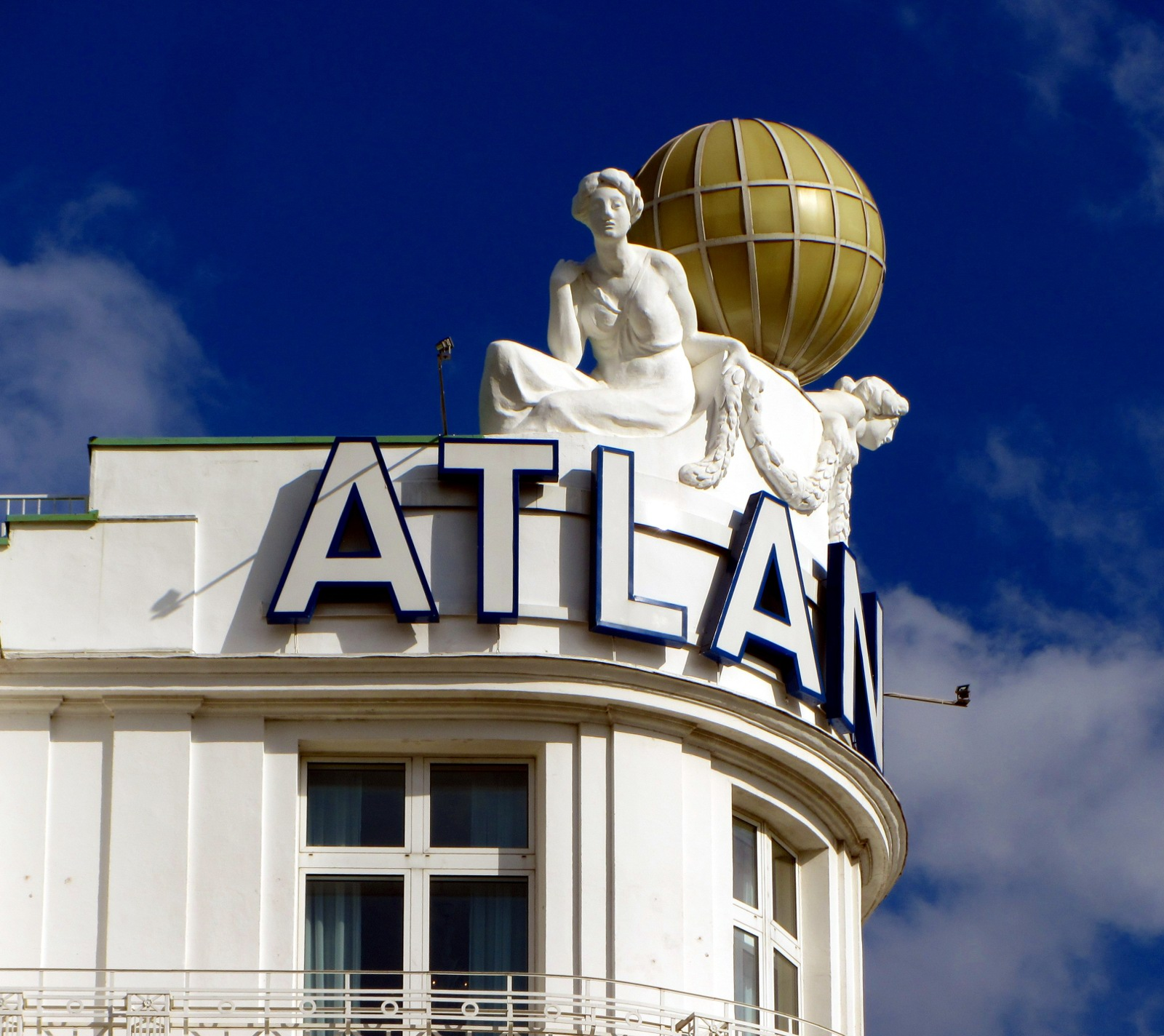